# Nonna Muravjova
Nonna Muravjova, född 1906, död 1986, var en rysk-sovjetisk politiker (kommunist).
Hon var socialminister 1952–1961. 